# Swiss
Swiss (Swiss International Air Lines) je glavna švicarska zrakoplovna avio tvrtka. Glavno čvorište tvrtke je Zračna luka Zürich a   redovne letove osim u Europi ima za Sjevernu Ameriku, Južnu Ameriku, Afriku i Aziju. Tvrtka je formirana nakon stečaja Swissaira 2002. godine.
Swiss je podružnica njemačke avio-tvrtke Lufthansa, sa sjedištem na Zračnoj luci Basel-Mulhouse-Freiburg pokraj Basela, i uredom na Zračnoj luci Zurich u Klotenu. 
Swiss koristi IATA kod LX naslijeđen od švicarske regionalne tvrtke Crossair (Swissairov kod je bio SR).  ICAO kod je SWR a naslijeđen je od Swissaira (crossairov kod bio je CRX), kako bi se zadržala međunarodna prometna prava.